# Роч Альфонсо, Фернандо
Фернандо Роч Альфонсо (кат. Fernando Roig Alfonso; род. 25 июня 1947, Пуэбло-Нуэво, Валенсия) — испанский бизнесмен, президент и крупнейший акционер футбольного клуба «Вильярреал».

## Биография
Фернандо Роч — владелец и президент компании по изготовлению керамики Pamesa, базирующейся в Альмасоре (валенсийская провинция Кастельон). Кроме того, он является владельцем 9 % акций сети супермаркетов Mercadona, которой управляет его брат Хуан. Фернандо Роч также ведёт бизнес и в сфере ветроэнергетики, имея долю в компании Renomar.
Наибольшую известность Фернандо Рочу принесло его участие в спорте. Он является крупнейшим акционером и президентом футбольного клуба «Вильярреал», а ранее был и президентом баскетбольного клуба «Памеса Валенсия», а также важным акционером футбольной «Валенсии». Фернандо Роч приобрёл большую часть акций «Вильярреала» в сезоне 1997/1998 годов, когда клуб играл в Сегунде, втором дивизионе в системе футбольных лиг Испании. Во время своего начального периода в «Вильярреале» он руководил «Вильярреалом» и «Памесой Валенсией» одновременно. Под его руководством «Вильярреал» добился значительного прогресса, впервые выйдя в испанскую Ла Лигу и в итоге став там грозной силой. В скором времени команда, которая на протяжении всей своей предыдущей истории преимущественно прозябала в низших испанских лигах, стала завсегдатаем европейских клубных соревнований, таких как Кубок УЕФА (впоследствии Лига Европы) и Лига чемпионов. В 1999 году была основана и резервная команда клуба, которая добралась до уровня Сегунды. Роч уделял особое внимание развитию инфраструктуры клубы, в частности, строительству «Спортивного городка футбольного клуба Вильярреал». В итоге он передал руководство «Памесой Валенсией» своему брату Хуану Рочу, сосредотившись на «Вильярреале».
Фернандо Роч женат на художнице Элене Негеролес. У них двое детей. Один из них, сын Фернандо, помогает своему отцу в управлении «Вильярреалом». 22 февраля 2006 года городской совет города Вильярреаль наградил его званием «Приёмного сына Вильярреала» (исп. Hijo Adoptivo de Villarreal) на церемонии, проведённой в муниципальной аудитории.
В январе 2009 года Роч был удостоен награды «Лучший спортивный управленец 2008 года», присуждаемую газетой Mundo Deportivo. Эта награда была вручена в данной категории впервые